# 白建
白建（？—576年），字彥舉，太原陽邑人，南北朝東魏及北齊官員。
白建最初是高歡的大丞相府騎兵曹，負責處理公文案卷，熟悉書計，獲同僚推薦。北齊天保十年（559年），他兼任中書舍人，之後高演輔政，除授白建為大丞相騎兵參軍。河清三年（564年），突厥入侵北齊，代忻二牧都是小馬，數萬匹都在五臺山北栢谷中躲避突厥軍隊。突厥兵退後後，齊武成帝高湛敕令白建就任檢校，並使人到白建處領馬，送到定州交付人民養飼。白建以馬兒長期未進食而瘦弱，恐怕送到遠處會釀成多匹馬死亡，就違反敕令斟酌处理，交付隨行軍人。朝廷得知後，下詔允許；沒有損失馬匹是他的功勞。到武平末年時，白建歷任特進、侍中、中書令。
白建雖然無其他才幹，但勤於公事。他與唐邕都以典執兵馬位至卿相，兒子都獲任命為州郡主簿，婚嫁也能嫁娶貴族。到武平七年（576年），白建去世。

## 延伸阅读
[在维基数据编辑]
 《北齊書/卷40》，出自李百药《北齊書》
 《北史·卷055》，出自李延壽《北史》